# Pachydissus patricius
Pachydissus patricius är en skalbaggsart som beskrevs av Holzschuh 1991. Pachydissus patricius ingår i släktet Pachydissus och familjen långhorningar. Inga underarter finns listade i Catalogue of Life.